# Emerson Palmieri
Emerson Palmieri dos Santos, zkráceně jen Emerson Palmieri (3. srpen 1994 Santos, Brazílie) je brazilsko italský fotbalový obránce, který hraje od léta 2022 za anglický West Ham a za italský národní tým.

## Reprezentační kariéra
Nastupoval za brazilskou reprezentaci do 17 let. V roce 2017 ale získal italské občanství a vyjádřil přání reprezentovat Itálii.
V italské reprezentaci Emerson debutoval 10. září 2018 při prohře 1:0 proti Portugalsku v zápase Ligy národů.
Emerson byl v červnu 2021 nominován na závěrečný turnaj EURO 2020. Na turnaji byl levým obráncem číslo dva za Leonardem Spinazzolou. Ten se ale vážně zranil ve čtvrtfinále proti Belgii (výhra 2:1), a tak Emerson nastoupil v základní sestavě jak v semifinále proti Španělsku, tak ve finále proti Anglii. Emerson se po italském vítězství po penaltovém rozstřelu proti Anglii stal mistrem Evropy.

## Přestupy
- z Santos do Řím za 2 000 000 Euro
- z Řím do Chelsea za 20 000 000 Euro
- z Chelsea do Lyon za 500 000 Euro (hostování)
- z Chelsea do West Ham za 15 400 000 Euro

## Statistika

### Klubová
| Sezóna             | Klub               | Liga               | Liga   | Liga | Domácí poháry | Domácí poháry | Domácí poháry | Kontinentální poháry | Kontinentální poháry | Kontinentální poháry | Celkem | Celkem |
| Sezóna             | Klub               | Soutěž             | Zápasy | Góly | Soutěž        | Zápasy        | Góly          | Soutěž               | Zápasy               | Góly                 | Zápasy | Góly   |
| ------------------ | ------------------ | ------------------ | ------ | ---- | ------------- | ------------- | ------------- | -------------------- | -------------------- | -------------------- | ------ | ------ |
| 2011               | Santos             | MP+Série A         | 1+0    | 0    | -             | 0             | 0             | PO+MSk               | 0                    | 0                    | 1      | 0      |
| 2012               | Santos             | MP+Série A         | 3+1    | 0    | -             | 0             | 0             | PO+JAS               | 0                    | 0                    | 4      | 0      |
| 2013               | Santos             | MP+Série A         | 2+14   | 0+1  | BP            | 1             | 0             | -                    | 0                    | 0                    | 17     | 1      |
| 2014               | Santos             | MP+Série A         | 6+3    | 2+0  | BP            | 2             | 0             | -                    | 0                    | 0                    | 11     | 2      |
| Celkem za Santos   | Celkem za Santos   | Celkem za Santos   | 30     | 3    | -             | 3             | 0             | -                    | 0                    | 0                    | 33     | 3      |
| 2014/15            | Palermo            | Serie A            | 9      | 0    | IP            | 0             | 0             | -                    | 0                    | 0                    | 9      | 0      |
| 2015/16            | Řím                | Serie A            | 8      | 1    | IP            | 1             | 0             | LM                   | 0                    | 0                    | 9      | 1      |
| 2016/17            | Řím                | Serie A            | 25     | 0    | IP            | 4             | 0             | LM+EL                | 2+5                  | 0+1                  | 36     | 1      |
| 2017/18            | Řím                | Serie A            | 1      | 0    | IP            | 1             | 0             | LM                   | 0                    | 0                    | 2      | 0      |
| Celkem za Řím      | Celkem za Řím      | Celkem za Řím      | 34     | 1    | -             | 6             | 0             | -                    | 7                    | 1                    | 47     | 2      |
| 2018               | Chelsea            | Premier League     | 5      | 0    | AP+ALP        | 2+0           | 0             | -                    | 0                    | 0                    | 7      | 0      |
| 2018/19            | Chelsea            | Premier League     | 10     | 0    | AP+ALP+AS     | 1+5+0         | 0+1+0         | EL                   | 11                   | 0                    | 27     | 1      |
| 2019/20            | Chelsea            | Premier League     | 15     | 0    | AP+ALP        | 2+0           | 0             | LM+ES                | 3+1                  | 0                    | 21     | 0      |
| 2020/21            | Chelsea            | Premier League     | 2      | 0    | AP+ALP        | 5+2           | 0             | LM                   | 6                    | 1                    | 15     | 1      |
| 2021               | Chelsea            | Premier League     | 1      | 0    | AP+ALP        | 0+0           | 0             | LM+ES                | 0+0                  | 0                    | 1      | 0      |
| Celkem za Chelsea  | Celkem za Chelsea  | Celkem za Chelsea  | 33     | 0    | -             | 17            | 1             | -                    | 21                   | 1                    | 71     | 2      |
| 2021/22            | Lyon               | Ligue 1            | 29     | 1    | FP            | 0             | 0             | EL                   | 7                    | 0                    | 36     | 1      |
| 2022/23            | West Ham           | Premier League     | 22     | 1    | AP+ALP        | 3+1           | 0             | EKL                  | 8                    | 1                    | 34     | 2      |
| 2023/24            | West Ham           | Premier League     | 36     | 1    | AP+ALP        | 2+1           | 0             | EL                   | 8                    | 0                    | 47     | 1      |
| 2024/25            | West Ham           | Premier League     | ?      | ?    | AP+ALP        | ?+?           | ?             | -                    | 0                    | 0                    | ?      | ?      |
| Celkem za West Ham | Celkem za West Ham | Celkem za West Ham | 58     | 2    | -             | 7             | 0             | -                    | 16                   | 1                    | 81     | 3      |
| Celkově            | Celkově            | Celkově            | 168    | 7    | -             | 30            | 1             | -                    | 50                   | 3                    | 275    | 11     |

### Reprezentační

#### Statistika na velkých turnajích
| Reprezentace | Rok     | Zápasy             | Zápasy | Zápasy    | Zápasy           | Zápasy           | Zápasy           |
| Reprezentace | Rok     | Fáze turnaje       | Datum  | Soupeř    | Odehraných minut | Vstřelené branky | Výsledek         |
| ------------ | ------- | ------------------ | ------ | --------- | ---------------- | ---------------- | ---------------- |
| Itálie       | ME 2020 | 3 zápas ve skupině | 20. 6. | Wales     | 90               | 0                | 1:0              |
| Itálie       | ME 2020 | Čtvrtfinále        | 2. 7.  | Belgie    | 11               | 0                | 2:1              |
| Itálie       | ME 2020 | Semifinále         | 6. 7.  | Španělsko | 74               | 0                | 1:1, 4:2 na pen. |
| Itálie       | ME 2020 | Finále             | 11. 7. | Anglie    | 118              | 0                | 1:1, 3:2 na pen. |

## Úspěchy

### Klubové

#### Národní
- vítěz anglického poháru (1x)

Chelsea: 2017/18

#### Kontinentální
- vítěz evropské ligy UEFA (1x)

Chelsea: 2018/19
- vítěz ligy mistrů UEFA (1x)

Chelsea: 2020/21
- vítěz superpoháru UEFA (1x)

Chelsea: 2021
- vítěz evropské konferenční ligy UEFA (1x)

West Ham: 2022/23

### Reprezentační
- 1× na ME (2020 – zlato)
- 1× na LN (2020/21 – bronz)

### Vyznamenání
Řád zásluh o Italskou republiku (16. 7. 2021) z podnětu Prezidenta Itálie